# Azis
Azis (en búlgaro: Азис), nacido Vasil Troyanov Boyanov (en búlgaro: Васил Троянов Боянов) el 7 de marzo de 1978, es un cantante búlgaro de ascendencia gitana de chalga (pop balcánico) conocido por, entre otras cosas, una expresión de género no-normativa y una actitud a menudo tachada de extravagante.

## Carrera
Su discografía incluye «Celuvai Me» (2003), «Na Golo» (2003), «Kraliat» (2004), «Together» con Desi Slava (2004). Azis ha grabado y cantado canciones con algunos de los cantantes de pop balcánico más populares, como Glorija, Malina, Sofi Marinova, Toni Storaro, el cantante Indira Radić y el rapero Ustata.
Azis también cantó con Mariana Popova en la semifinal del Festival de la Canción de Eurovisión de 2006 con la canción Let Me Cry. La canción no se calificó para la final.
Comenzó su carrera política en 2005 como miembro del partido Evroroma, presentándose a las elecciones generales del verano de 2005, pero no consiguió los suficientes votos para entrar en el Parlamento búlgaro.
En 2006, en el programa televisivo Velikite Balgari, la versión búlgara del programa Greatest Britons de la BBC, Azis fue elegido el 21º búlgaro más grande de todos los tiempos y de hecho, tuvo el segundo puesto entre las personas vivas, tras el jugador de fútbol Hristo Stoichkov, que fue el número 12.
El 1 de octubre de 2006, Azis se casó con su marido, Niki Kitaetsa. Su matrimonio no está legalmente reconocido en Bulgaria. Azis participó en la versión VIP Brother 2 de Big Brother Bulgaria junto con Niki Kitaetsa. Azis dejó la casa voluntariamente después de 19 días. El 5 de agosto de 2007, Azis fue padre de una niña concebida por inseminación artificial, de nombre Raya; la madre es una amiga de la infancia de Azis llamada Gala.
Azis aparece en el segundo episodio del programa New Europe de Michael Palin, en el que es entrevistado a través de un intérprete.
A finales de noviembre de 2007 estalló un escándalo cuando Boiko Borisov, por entonces alcalde de Sofía, decidió quitar los carteles con Azis besando a su marido promocionando un programa de televisión. Ambos hombres tenían el talle desnudo en la campaña. Aunque Borisov dijo que los pósteres eran demasiado gráficos por aquel entonces podían encontrarse en Sofía carteles mucho más explícitos, lo que llevó al grupo LGBT Gemini y al director de TV2 que transmitía el programa a especular que fue el contenido homoerótico y no el contenido sexual, el que llevó a la decisión del alcalde. Los carteles también fueron eliminados en otras ciudades del país.
Comenzando en 2008, Azis presenta con ayuda de la actriz Ekaterina Evro el programa de entrevistas Azis's Late Night Show, que se emite en el canal nacional PRO.BG.

## Discografía

### Álbumes de estudio
- 1999: Bolka (Dolor)
- 2000: Măžete săšto plačat (Los hombres también lloran)
- 2001: Sălzi (Lágrimas)
- 2002: AZIS 2002
- 2003: Na golo (Desnudo)
- 2004: Kraljat (El rey)
- 2004: Zaedno (Juntos), con Desi Slava
- 2005: Azis 2005
- 2006: Diva
- 2011: Gadna poroda (Raza obscena)
- 2014: Azis 2014

### EP
- 2003: Целувай ме +/Celuvaj me) (Bésame)
- 2004: Kak boli (Como duele)

### Recopilatorios
- 2002: The Best
- 2005: Duets - (Дуети/Dueti)
- 2007: The Best 2